# Lokomotivlampe
Seit dem Bau der ersten Eisenbahnlinien wurden die Lokomotiven, nach dem Beispiel der seit langem üblichen Kutschenlampen, für Fahrten in der Dunkelheit auf der in Fahrtrichtung vorn liegenden Seite mit Lokomotivlampen ausgerüstet.
Im März 1881 wurden die Lokomotiven der Kronprinz-Rudolf-Bahn mit Lokomotivlampen ausgestattet. Die elektrische Lokomotivlampe (entwickelt von dem österreichischen Ingenieur Hermann Sedlaczek unter Beihilfe von F. Wikulill in Leoben) wurde so konstruiert, dass sie die Stöße der Lokomotive vertragen konnte. Die Lampe wurde oberhalb der Rauchkammertür angebracht; zur Inbetriebsetzung der auf dem Kessel befestigten elektrischen Maschine diente eine kleine, ebenfalls auf dem Kessel angebrachte Dampfmaschine.
In den Weststaaten Nordamerikas waren 1890 ebenfalls schon elektrische Lokomotivlampen vom System Pyle in einer großen Anzahl Eisenbahnen im Gebrauch, als Resultat langjähriger Bemühungen und Versuchen des Ingenieurs C. M. Georg Pyle. Der gesamte Apparat bestand aus einer kleinen vierzylindrigen Dampfmaschine mit etwa drei Pferdestärken, einer mit ihr gekuppelten Dynamomaschine und der eigentlichen Lampe. Beide Maschinen waren auf dem Kessel befestigt und hatten eine Leuchtkraft von 2000 Hefnerkerzen und konnten die Strecke auf 300 bis 350 m ausleuchten. Die amerikanische Lampe gehörte zu der Gattung der Kohlebogenlampen, bei denen die Kohle nicht durch ein Uhrwerk bewegt wurde, sondern der Nachschub durch einen Stoßzahn erfolgte, während die untere Elektrode aus einem Kupferstab bestand anstatt aus Kohle.